# Dawn of the Brave
Dawn of the Brave é o quinto álbum de estúdio da banda alemã de hero-metal a capella van Canto, lançado em 7 de fevereiro de 2014. O álbum tem nove canções autorais e quatro covers.
Pela primeira vez desde seu álbum de estreia, a banda lança um álbum sem músicos convidados. Contudo, um coral formado por 200 fãs do grupo foi convidado para cantar em algumas faixas.
Dois vídeos foram lançados para o disco: um de "Badaboom", no qual os membros e outros convidados aparecem caracterizados como Lars Ulrich, Tony Iommi e outros astros do metal; e outro para o cover de Annie Lennox "Into the West".
O álbum também foi lançado em uma edição especial "earbook", com várias fotos da banda e dos 200 fãs que gravaram o coral, o CD regular, o CD bônus com versões orquestrais, remixagens e versões acústicas de algumas canções da banda e um DVD bônus com o show da banda no Wacken Open Air de 2011.

## Faixas
| N.º | Título | Letras                                 | Música                                 | Duração |  |
| 1.  | "Dawn of the Brave" |                                        |                                        | 1:08    |  |
| 2.  | "Fight for Your Life" |                                        |                                        | 3:59    |  |
| 3.  | "To the Mountains" |                                        |                                        | 4:05    |  |
| 4.  | "Badaboom" |                                        |                                        | 3:31    |  |
| 5.  | "The Final Countdown" (cover de Europe)                                                                                   |                                        | Joey Tempest                           | 4:55    |  |
| 6.  | "Steel Breaker" |                                        |                                        | 3:40    |  |
| 7.  | "The Awakening" |                                        |                                        | 4:13    |  |
| 8.  | "The Other Ones" |                                        |                                        | 4:18    |  |
| 9.  | "Holding Out for a Hero" (cover de Bonnie Tyler)                                                                          |                                        | Jim Steinman, Dean Pitchford           | 3:51    |  |
| 10. | "Unholy" |                                        |                                        | 3:28    |  |
| 11. | "My Utopia" |                                        |                                        | 5:13    |  |
| 12. | "Into the West" (cover de Annie Lennox, retirado da trilha sonora do filme The Lord of the Rings: The Return of the King) | Fran Walsh, Howard Shore, Annie Lennox | Fran Walsh, Howard Shore, Annie Lennox | 4:25    |  |
| 13. | "Paranoid" (cover Black Sabbath)                                                                                          | Geezer Butler                          | Butler/Iommi/Osbourne/Ward             | 3:04    |  |

| Disco dois da edição limitada |                                          |        |        |         |  |
| N.º                           | Título                                   | Letras | Música | Duração |  |
| 1.                            | "If I Die in Battle" (versão orquestral) |        |        | 4:45    |  |
| 2.                            | "My Voice" (versão orquestral)           |        |        | 5:29    |  |
| 3.                            | "Take to the Sky" (versão orquestral)    |        |        | 4:24    |  |
| 4.                            | "Neuer Wind" (Jovian Spin Remix)         |        |        | 3:48    |  |
| 5.                            | "Lost Forever" (versão acústica)         |        |        | 5:01    |  |
| 6.                            | "Last Night of the Kings" (versão coral) |        |        | 4:11    |  |

| DVD bônus da edição limitada |                                                                          |                              |                             |         |  |
| N.º                          | Título                                                                   | Letras                       | Música                      | Duração |  |
| 1.                           | "Intro"                                                                  |                              |                             |         |  |
| 2.                           | "Lost Forever"                                                           |                              |                             |         |  |
| 3.                           | "Wishmaster" (cover de Nightwish)                                        | Tuomas Holopainen            | Tuomas Holopainen           |         |  |
| 4.                           | "One to Ten" (com Victor Smolski)                                        |                              |                             |         |  |
| 5.                           | "Rebellion" (cover de Grave Digger com Chris Boltendahl do Grave Digger) |                              | Grave Digger                |         |  |
| 6.                           | "Primo Victoria" (cover de Sabaton - com Joakim Brodén do Sabaton)       | Joakim Brodén, Pär Sundström |                             |         |  |
| 7.                           | "To Sing a Metal Song"                                                   |                              |                             |         |  |
| 8.                           | "The Bard's Song" (cover de Blind Guardian)                              | Hansi Kürsch, André Olbrich  | Hansi Kürsch, André Olbrich |         |  |
| 9.                           | "Water, Fire, Heaven, Earth"                                             |                              |                             |         |  |
| 10.                          | "The Mission"                                                            |                              |                             |         |  |
| 11.                          | "Kings of Metal" (cover de Manowar)                                      | Ross Friedman, Joey DeMaio   | Ross Friedman, Joey DeMaio  |         |  |
| 12.                          | "Fear of the Dark" (cover de Iron Maiden)                                | Steve Harris                 | Steve Harris                |         |  |

## Músicos
- Dennis Schunke (Sly) – vocais
- Inga Scharf – vocais (efeitos)
- Stefan Schmidt – Vocais graves, solo vocal
- Ross Thompson – Vocais agudos
- Ingo Sterzinger (Ike) – Vocais graves (baixo)
- Bastian Emig – bateria

### Convidados
- 200 fãs do van Canto - Coral
- Jovian Spin - Remix da faixa 4 no disco 2

### Equipe técnica
- Ronald Prent - mixagem